# Riedl Szende
Riedl Szende, német nyelvű publikációiban Anselm Mansvet Riedl (Besztercebánya, 1831. március 15. – Budapest, 1873. október 15.) nyelvész, lapszerkesztő, egyetemi tanár, a Magyar Tudományos Akadémia levelező tagja (1858). Riedl Frigyes (1856–1921) irodalomtörténész édesapja.

## Életútja
Riedl Károly királyi kamarai hivatalnok és Lipták Teréz gyermekeként született. Apja egyházi pályára szánta, ezért a Mansvetus Anselmus névre keresztelték. Miután 1847-ben elvégezte a besztercebányai katolikus gimnáziumot, csakugyan egyházi pályára lépett. Pozsonyban és a nagyszombati Stephaneumban tanult, a nagyszombati szemináriumban azonban kevés örömét lelte.
Mikor az 1848–1849-es szabadságharc alatt a növendékpapokat világgá bocsátották, Riedl több társától eltérően nem vált meg azonnal a papi hivatástól, hanem szülővárosában nevelősködött a Szumrák családnál. Itt beleszeretett növendékeinek nővérébe, Szumrák Juliannába, akit aztán 1855-ben feleségül is vett. Később a Jénai Egyetem tanulója lett, ahol 1851-ben szerezte meg a bölcsészdoktorátust, és ahol nagy hatással voltak rá Johann Gottlieb Fichte német filozófus írásai. 1852-ben végleg otthagyta a papi pályát, majd 1852 és 1854 között a lőcsei gimnázium helyettes tanáraként magyar nyelvet, irodalmat és filozófiát tanított.
A prágai Károly Frigyes Egyetem professzori kollégiuma 1853-ban határozta el magyar nyelvi oktatói katedra (Lehrkanzel) létesítését. Az állás betöltésére jelentkezők közül az arra alkalmas személy kiválasztásával megbízott Pesti Tudományegyetem – és Franz Grillparzer osztrák drámaíró és költő – ajánlására Leo von Thun-Hohenstein gróf vallási és közoktatási miniszter Riedlt nevezte ki Prágába. Mikor Thun miniszter ultramontán törekvései következtében a prágai egyetem tanárai egymás után tértek vissza német földre, Riedl idegennek érezte magát a cseh fővárosban. 1860 nyarán áthelyezési kérelmet nyújtott be a bölcsészkar professzori tanácsához, majd miután azt elutasították, betegszabadságot jelentett be és Pestre távozott, hogy ott találjon tanári állást. Az elkövetkező hónapokban az V. Kerületi Állami Főgimnázium tanárai, köztük Corzan Avendano Gábor és Bartal Antal, egy emlékiratot szerkesztettek, amelyben arra sürgették a kormányt, hogy iskolájukból bocsássák el a németesítő, magyarul nem tudó tanárokat, igazgatóvá pedig nevezzék ki Riedlt. Törekvésük részben sikerrel járt: a gimnázium német tanítási nyelvét felváltotta a magyar, Riedl azonban 1861 októberében csak a tanári kar tagja lett. Mindeközben a Prágába való visszatérést, ezzel együtt az 1861/1862-es őszi szemeszter oktatási tervét elszabotálta, végül 1862 márciusában hivatalosan is megfosztották prágai katedrájától.
Az immáron európai látókörű tudós 1863-ban a Pesti Tudományegyetemen magántanári képesítést szerzett az összehasonlító nyelvtudomány tárgyából. 1864-ben helyettes tanárrá, 1866. április 1-jén a német nyelv és irodalom egyetemi nyilvános rendkívüli tanárává, 1869. február 6-án pedig nyilvános rendes tanárává nevezték ki. 1866-tól haláláig germanisztikát tanított a német nyelvi és irodalmi tanszéken.
1873. október 15-én hunyt el, október 17-én helyezték örök nyugalomra.

## Munkássága

### Nyelvészeti munkássága
Riedl prágai tartózkodása (1854–1860) munkássága szempontjából sorsfordítónak bizonyult. Ebben az időszakban a közoktatási miniszter Leo von Thun-Hohenstein erőfeszítéseinek köszönhetően a prágai egyetemen kiváló külföldi tudósok kaptak katedrát. Riedl tanártársai olyan neves szakemberek voltak, mint August Schleicher , az indogermán összehasonlító nyelvtudomány világhírű tekintélye és Georg Curtius , a klasszika-filológia kiemelkedő alakja. A kitűnő tudósok társaságában Riedl ösztönzést kapott a munkára, és munkálkodását számos területen siker koronázta. Rendszeresen látogatta Schleicher előadásait, akitől elsajátította a korszerű nyelvkutatás módszereit.
Később kibontakozó, sokrétű nyelvészeti munkássága ösztönzően hatott a magyar nyelvtudomány fejlődésére. Számos tudományos értekezése jelent meg a Pesti Naplóban (Adalék a magyar összehasonlító nyelvészethez, 1854. 281–282. sz.; Tájékozás a magyar összehasonlító nyelvészet ügyében, 1855), a Magyar Nyelvészetben (A nyelvészetről általában, A többesszám képeztetése, A magyar ige és jelző, 1856; Mutatvány a Magyar Nyelvrendszer alapvonalaiból, 1859), az Akadémiai Értesítőben (Az igeszó módalakjai a magyar és rokon nyelvekben, 1860) és a Néptanítók Lapjában (Levelek az összehasonlító nyelvészetről, 1870; Nyelvészeti értekezések, 1871).
Emellett nagy szorgalommal gyűjtötte az anyagot egy tudományos magyar nyelvtanhoz, melynek szerkesztésével az Akadémia őt bízta meg. Az újgrammatikus tanok alapján vizsgálta a magyar nyelv rokoni kapcsolatait és tipológiai vonásait, és ő volt a magyar beszédhangok első tudományos igényű rendszerezője. Kiemelten törekedett az új külföldi nyelvtudományi ismeretek és módszerek elsajátítására és népszerűsítésére, meghonosítva például az 1860-as években legkorszerűbbnek számító nyelvtörténeti szemléletmódot a hazai germanisztikai nyelvészetben. Utolsó munkája, amely élénk vitákra adott alkalmat, az ikes ragozás ellen írt akadémiai értekezése volt (1873).

### Szerkesztői tevékenysége
Riedl prágai évei alatt vált a magyar nyelv és kultúra elkötelezett terjesztőjévé német és cseh nyelvterületen egyaránt. Magyar költőket fordított németre, 1858-ban sajtó alá rendezett egy kétnyelvű antológiát magyar költők (Eötvös József, Kölcsey Ferenc, Vachott Sándor és mások), valamint német nyelvű költők (pl. Nikolaus Lenau, Georg Christian Dieffenbach) magyar nyelvű műfordításaival. Szintén 1858-ban jelent meg Prágában magyar szépirodalmi antológiája és a magyar kereskedelmi nyelvről szóló munkája, Bécsben pedig német nyelvű magyar nyelvtana (Magyarische Grammatik). Emellett számos cikket publikált a legjelesebb német folyóiratokban, melyekben a magyar tudományos és irodalmi életet igyekezett megismertetni a külföldi közönséggel. Párhuzamosan a magyar kultúra népszerűsítésével, Riedl arra is törekedett, hogy felkeltse a magyar nyilvánosság érdeklődését a cseh irodalom iránt. 1860. június 1-jén Prágában elindította az Irodalmi Lapok című magyar nyelvű folyóiratot, amelyben a kortárs cseh irodalomról publikált. Magyarra fordította a királyudvari kézirat néven ismert cseh nyelvemléket, valamint cseh nyelvről az Igor-ének óorosz eposzt. Emellett fontos közvetítő szerepet játszott magyar és cseh nyelvészek, például Hunfalvy Pál és Martin Hattala között.
Pesten több lapot alapított és szerkesztett. Bár a Kritikai Lapok című folyóiratra meghirdetett előfizetése nem hozott elegendő támogatót, 1862-ben mégis elindította a lapot. Kezdetben havonta kétszer, 1863-tól már hetenként jelent meg. Eleinte kizárólag irodalommal foglalkozott, később azonban a tanügyet is felkarolta. A lap 1863-ban a Kalauz nevet vette fel, ám 1865-ben pártolás hiányában megszűnt. Emellett gróf Mailáth Kálmánnal közösen szerkesztette a Vezér című politikai lapot 1862 szeptemberétől 1863 júniusáig, majd 1865–1866 között Schvarcz Gyula és Lázár Kálmán gróf társaságában az Uj Korszak című lap szerkesztésében működött közre. Szintén az ő nevéhez fűződik az Ungarische Revue szerkesztése, amely 1869-ben Lipcsében, a Brockhaus kiadónál jelent meg, azonban az első kötettel meg is szűnt.
Tankönyvírói munkássága is figyelemre méltó: nagyszámú német és magyar nyelvű tankönyvet írt, sőt, ismert filozófiai műveket fordított magyarra és dolgozott át, így például Robert von Zimmermann Logika vagy gondolkodástan (1864) és Tapasztalati lélektan (1865) című műveit.

### Társasági tagságai
Még prágai tartózkodása idején, 1858. december 15-én Riedlt a Magyar Tudományos Akadémia levelező tagjának választotta. 1860. február 27-én elhangzott akadémiai székfoglalójának címe Az igeszó módalakjai a magyar és rokon nyelvekben volt. 1863-ban létrehozta a budapesti tanáregyletet, mely 1868-tól Országos Középtanodai Tanáregylet néven nagyban előmozdította a középiskolai tanügyet. Tagja volt a gimnáziumi tanárvizsgáló bizottságának, továbbá külső tagja a helsingforsi Finn Irodalmi Társaságnak és beltagja a Központi Fordító Osztálynak.

## Főbb művei
- Wehmuts-Klänge: Poetische Versuche. Neusohl: Machold. 1852.
- Ungarischer Geschäftsstyl: Sammlung von Beispielen zur Abfassung von Geschäftsbriefen und anderen schiftlichen Aufsätzen über alle Fälle des gewöhnlichen Lebens, nebst einem Verzeichniss der im niedern Geschäftsstyle am häufigsten vorkommenden Ausdrücke, ungarischer Tauf- und Ortsname, sowie Tabellen und Vorbildern für die ungarische Formlehre. Prag: Schaiba. 1856.
- Mutatványok a magyar irodalomból, egyszersmind olvasó könyv serdültebbek használatára. Prága: Schaiba. 1856.
- Magyarishe Grammatik. Wien: Braumüller. 1858.
- Leitfaden für den Unterricht in der magyarischen Sprache. Wien: Braumüller. 1858.
- A magyar nyelvrendszer alapvonalai: Magyar hangtan. Prága: Kober; Lipcse: Markgraf. 1859.
- Német nyelvtan. Pest: Pfeifer. 1862.   (hatodik kiadás: 1876)
- Magyar nyelvtan. Pest: Pfeifer. 1864.
- Magyar olvasókönyv I–II. Pest: Pfeifer. 1864.   (negyedik kiadás: 1876)
- Irányeszmék a magyarországi gymnasiumok újjászervezéséhez. Pest: Lampel. 1864.
- A német irodalom kézikönyve. Pest: Hartleben. 1865.   (második kiadás: 1871)
- Német gyakorló és olvasókönyv. Pest: Lampel. 1865.   (negyedik kiadás: 1876)
- Ungarische Grammatik für den Schul- und Selbstunterricht: Aufgaben-Schlüssel zur ungarischen Grammatik. Pest: Hertleben. 1866.
- Kisebb magyar nyelvtan. Pest: Pfeifer. 1866.
- Mutatványok a német irodalomból s egyszersmind olvasókönyv serdültebbek használatára. Pest: Pfeifer. 1868.
- Emlékbeszéd Schleicher Ágost külső l. tag felett. Pest: Eggenberger. 1873.  = Értekezések a Nyelv- és Széptudományok Köréből, III. 7
- Emlékbeszéd Grimm Jakab külső tag felett. Budapest: Eggenberger. 1873.  = Értekezések a Nyelv- és Széptudományok Köréből, III. 9
- Van-e elfogadható alapja az ik-es igék külön ragozásának. Budapest: Eggenberger. 1873.  = Értekezések a Nyelv- és Széptudományok Köréből, III. 11

Fordításai, átdolgozásai
- A királyudvari kézirat: Költemények a csehek őskorából. Kiadta Hanka Venczel, fordította Riedl Szende. Prága: Haase ny. 1856.
- Szózat Igor hadjáratárúl a palóczok ellen: Hősköltemény az oroszok hőskorábul. Magyarította Riedl Szende. Prága: Kober. 1858.
- Logika vagy gondolkodástan. Zimmermann Róbert után Riedl Szende. Pest: Lampel. 1864.
- Tapasztalati lélektan. Zimmermann Róbert után németből fordította Riedl Szende. Pest: Lampel. 1864.